# 东北证券
东北证券股份有限公司（深交所：000686）是總部位於中華人民共和國吉林省長春市的一家證券公司，成立於2000年6月28日，前身是成立於1988年8月的吉林省证券公司（吉林证券）。2000年6月23日，吉林证券更名为东北证券有限责任公司。2007年8月27日，公司通過借殼锦州六陆在深圳证券交易所上市。截至2009年，其營業網點遍佈中華人民共和國16個一級行政區。

## 外部連結
- 官方网站